# Siebe
Siebe (Siebe plc) — британская компания, крупный производитель оборудования для промышленной автоматизации, а также водолазной техники. Входила в индекс FTSE 100. В 1999 году объединилась с BTR и образовала компанию Invensys.

## История
- 1819: Siebe plc была основана Августом Сибе в Лондоне[1].
- 1830: Компания, в то время носившая название Siebe Gorman, разрабатывает свои первые водолазные шлемы[1].
- 1972: Siebe plc приобрела компанию James North & Sons и продолжила её деятельность под брендом North Safety Products[2].
- 1987: Siebe plc начали диверсификацию, приобретая Barber-Colman Company, осуществлявшую свою деятельность в области промышленной автоматизации и управления.
- 1990: Siebe plc приобретает Foxboro Company, очередную компанию из области автоматизации[1].
- 1994: Siebe plc покупает Triconex, специализировавшуюся в области контроля безопасности[1].
- 1997: Siebe plc приобретает APV plc.
- 1998: Siebe plc продает North Safety Products вместе с дочерней компанией Siebe Gorman компании Norcross[3].
- 1998: Siebe plc приобретает Eurotherm, Wonderware и Simulation Sciences.
- 1999: Siebe plc приобретает Esscor[1].
- 1999: Siebe plc объединяется с BTR plc в Invensys[4].